# Віра Блю
Селія Пейві (англ. Celia Pavey; нар. 23 січня 1994), також відома як Віра Блю (англ. Vera Blue) — австралійська співачка з Сіднея, що базується на лейблі Mercury Records Australia та Universal Music Australia. Її альбом «This Music» (липень 2013) зайняв 14 місце в Australian Aria Charts. Брала участь у другому сезоні австралійської версії шоу «Голос».

## Кар'єра

### Як Селія Пейві: Після участі в шоу «Голос»
Під час участі в австралійським «Голосі» 2013 року, Селія взяла в руки гітару і на прослуховуванні вразила глядачів та членів журі. Її перший кліп на кавер-версію пісні дуету Simon & Garfunkel «Scarborough Fair/Canticle» набрав більше 6 млн переглядів в Інтернеті. Випущений в 2013 році дебютний альбом «This Music» зайняв 14 місце в чарті Австралії.
У 2013 році Пейві була номінована журналом Cosmopolitan на премію Fun Fearless Female Awards.
29 серпня 2014 року вийшов дебютний міні-альбом «Bodies». Продюсером виступив Ерік Джі. Дубровський (Чет Фейкер, Flume). Пісні були написані в співавторстві з Тімом Хартом з Boy & Bearruen («Shadow») та Джеком Стоуном з Bluejuiceruen. На підтримку міні-альбому Селія провела тур по східному узбережжю Австралії.

### Як Віра Блю
У серпні 2015 року Селія оголосила про те, що запускає новий музичний проект під псевдонімом «Віра Блю». Під цим ім'ям планувався випуск міні-альбому «Fingertips», який повинен був включати в себе пісні «Hold» та «Settle». Також Віра Блю виступила на розігріві у Конрада Севелла під час його австралійського туру 2016 року. Її сингл «Hold» досяг 5 місця в американському чарті Spotify viral top 50 chart та 1 місця в австралійському Australian Viral 50 chart.

## Дискографія

### Студійні альбоми
| Назва                       | Деталі                                                                                           | Позиція в чартах |
| Назва                       | Деталі                                                                                           | Австралія        |
| --------------------------- | ------------------------------------------------------------------------------------------------ | ---------------- |
| This Music (як Селія Пейві) | - Дата виходу: липень 2013 - Лейбл: Mercury Records, Universal Music Australia                   | 14               |
| Perennial                   | Bodies - Дата виходу: 21 липня 2017 - Лейбл: Island Records Australia, Universal Music Australia | 6                |

### Міні-альбоми
| Назва                  | Details | Позиція в чартах |
| Назва                  | Details | Австралія        |
| ---------------------- | --- | ---------------- |
| Bodies(як Селія Пейві) | - Дата виходу: 29 серпня 2014 - Лейбл: Mercury Records / Universal Music Australia - Формат: Цифрова дистрибуція | —                |
| Fingertips             | - Дата виходу: 13 травня 2016 - Лейбл: Universal Music Australia - Формат: Цифрова дистрибуція                   | 72               |

#### Сингли
| Назва                                | Рік  | Найвищі позиції в чартах | Сертифікації   | Альбом     |
| Назва                                | Рік  | Австралія                | Сертифікації   | Альбом     |
| ------------------------------------ | ---- | ------------------------ | -------------- | ---------- |
| «Believe Me» (як Селія Пейві)        | 2013 | —                        |                | N/A        |
| «Red» (як Селія Пейві)               | 2014 | —                        |                | Bodies     |
| «Hold»                               | 2015 | 62                       | - ARIA: Золото | Fingertips |
| «Settle»                             | 2016 | 79                       |                | Fingertips |
| «Private»                            | 2017 | 84                       |                | Perennial  |
| «Mended»                             | 2017 | 96                       |                | Perennial  |
| «Regular Touch»                      | 2017 | 97                       |                | Perennial  |
| «First Week»                         | 2017 | -                        |                | Perennial  |
| «Lady Powers» (при участі Коді Шейн) | 2018 | -                        |                | Perennial  |

##### Інші сингли
| Назва                                        | Рік  | Найвищі позиції в чартах | Альбом      |
| Назва                                        | Рік  | Австралія                | Альбом      |
| -------------------------------------------- | ---- | ------------------------ | ----------- |
| «Papercuts» (Illy спільно з Вірою Блю)       | 2016 | 2                        | Two Degrees |
| «Fracture» (Slumberjack спільно з Вірою Блю) | 2017 | 89                       | N/A         |

| Рік  | Сингл                             | Позиція в чартах |
| Рік  | Сингл                             | Австралія        |
| ---- | --------------------------------- | ---------------- |
| 2013 | «Scarborough Fair/Canticle»       | 27               |
| 2013 | «A Thousand Years»                | 23               |
| 2013 | «Woodstock»                       | 29               |
| 2013 | «Jolene»                          | 15               |
| 2013 | «Edelweiss»                       | 23               |
| 2013 | «Will You Still Love Me Tomorrow» | 23               |
| 2013 | «Xanadu»                          | 73               |